# Clausewitz Engine
Clausewitz Engine es un motor gráfico originalmente desarrollado para Europa Universalis III. Se ha utilizado en todos los juegos desarrollados por Paradox Development Studio desde entonces. El motor proporciona una vista 3D de parte o la totalidad del mapa del mundo, dependiendo del juego jugado. En 2012 se anunció que Europa Universalis IV sería el primer juego que utilice el motor Clausewitz 2.5. Es el motor que sucedió al Europa Engine en su trabajo. Su nombre es en honor al general de división prusiano y reformador del ejército Carl von Clausewitz.

## Características
Es un motor gráfico modular que generalmente se usa para crear los modelos tridimensionales de encima de los mapas, además de también agregarle las conocidas letras, mensajes de acción, iconos, modelos de personas, edificios y hasta ambiente (como árboles y montañas). Aunque muchas veces se le atribuye el trabajo de crear todo el mapeado del juego, pero esto es erróneo, suele trabajar con otros motores gráficos como el Jomini para poder crear toda la experiencia propia de los juegos de gran estrategia de Paradox.
Su modificación resulta sencilla gracias a que no está codificado, por lo que no es necesario ningún transcripto para que sus cambios se reflejen en el juego.

## Juegos y versiones

### Clausewitz 1.0
- Europa Universalis III (2007)
- Europa Universalis: Roma (2008)
- Hearts of Iron III (2009)
- Victoria II (2010)

### Clausewitz 1.5
- Expansión de Europa Universalis III
- Expansión de Hearts of Iron III
- Expansión de Victoria II

### Clausewitz 1.8
- Sengoku (2011)
- March of the Eagles (2013) (En discusión)

### Clausewitz 2.0
- Crusader Kings II (2012)
- March of the Eagles (2013) (En discusión)

### Clausewitz 2.5
- Europa Universalis IV (2014)

### Clausewitz 3.0
- Expansión de Europa Universalis IV
- Stellaris (2016)

- Hearts of Iron IV (2016)

### Desconocido
Estos posiblemente estén usando una nueva versión del Clausewitz pero no hay confirmación alguna si siguen usando el 3.0 u el nombre de la nueva versión (en caso de que se esté usando una nueva).
- Imperator: Rome (2019)
- Crusader Kings III (2020)
- Victoria III (2022)